# GSV Moers
GSV Moers is een Duitse voetbalclub uit Moers, Noordrijn-Westfalen.

## Geschiedenis
De club ontstond op 3 februari 1910 door een fusie tussen Homberger Spielverein en Moerser Spielverein 1909. De club was aangesloten bij de West-Duitse voetbalbond en speelde in 1920 in de hoogste klasse van de Rijncompetitie, maar degradeerde meteen. Later werd de club overgeheveld naar de Nederrijnse competitie en promoveerde in 1927 naar de hoogste klasse, maar kon het behoud daar niet verzekeren.
In 1949 speelde de club in de Amateurliga Niederrhein, toen de derde klasse, maar zakte na één seizoen terug. Tussen 1962 en 1972 speelde de club in de Landesliga (toen vierde klasse), maar zakte weg naar lagere reeksen. In 2007 promoveerde de club nog naar de Verbandsliga (vijfde klasse), maar ook nu kon het behoud niet verzekerd worden. In 2015 degradeerde de club verder naar de Bezirksliga. In 2018 promoveerde de club weer naar de Landesliga maar kwam twee punten te kort om zich te handhaven. In 2024 wordt een nieuwe poging ondernomen om zich in de Landesliga te settelen.